# Cmentarz żydowski w Lublinie-Wieniawie
Cmentarz żydowski w Lublinie-Wieniawie – cmentarz w dzielnicy Wieniawa w Lublinie, który został założony w II połowie XVIII wieku i znajdował się przy obecnej ulicy Leszczyńskiego.
W 1940 roku kirkut został zniszczony przez stacjonujące w mieście wojska nazistowskich Niemiec. Macewy zostały wykorzystane do wybrukowania obecnej ul. Leszczyńskiego, natomiast, częściowo na terenie dawnego cmentarza, w celu zapewnienia rozrywki żołnierzom, okupanci wybudowali stadion, na którym po wojnie swoje mecze zaczął rozgrywać KS Lublinianka.